# 崇州市
30°37′54″N 103°40′14″E / 30.63167°N 103.67056°E
崇州市是中國四川省成都市下辖的县级市之一，西距成都37公里，东部位于成都平原之上。全市面积1096平方公里，平原区占总面积的52%，山区占总面积的43%，丘陵区占总面积的5%。总人口约74万人。崇州自古为繁荣富庶之地，有“蜀中之蜀”、“蜀门重镇”之称。曾出产崇阳大曲，药香独特，是地方名酒。市人民政府驻崇阳街道文化西街8号。

## 历史
崇州市历史悠久，其建制历史长达2200年。
汉高祖元年（前206年）置江原县；唐朝垂拱二年（686年）置蜀州，领晋原、唐隆、青城、新津四县；南宋绍兴十四年（1146年）升为崇庆府，亦领数县；元朝至元二十年（1283年）降为崇庆州；民国二年（1913年）改为崇庆县；1994年6月撤县设崇州市。1803年由法國主教徐德新在崇慶州召開的四川教會第一次大會是首次在中國境內召開的天主教教會會議。

## 行政区划
崇州市下辖6个街道办事处、9个镇：
崇阳街道、羊马街道、三江街道、江源街道、大划街道、崇庆街道、廖家镇、元通镇、观胜镇、怀远镇、街子镇、文井江镇、白头镇、道明镇和隆兴镇。

## 人口
2020年末，根据四川省第七次全国人口普查公报显示：崇州市常住人口为735723人，男性人口占比51.08%，女性人口占比48.92%，年龄结构中0-14岁占比11.39%，15-59岁占比66.1%，60岁以上占比22.51%，65岁以上占比17.88%。

## 交通
崇州随着成都市西向几条快速通道（成温邛高速公路、光华大道延伸线、成大路、北部旅游快速通道等）的建成，崇州与成都市区及双流国际机场的车程都在30分钟以内。
成都第二绕城高速公路西段已于2014年12月31日通车，成都经济区环线高速公路西段已于2016年9月19日开工建设。

## 经济
崇州的主要工业有家具、制鞋、食品、机电和建材。曾经很有特色的酿酒业，由于体制机制原因未能很好发展壮大。

## 著名景点
- 罨画池
- 州文庙
- 陆游祠
- 光严禅院
- 街子古镇
- 元通古镇
- 凤栖山
- 鸡冠山
- 九龙沟

## 特产
崇州牛尾笋：中国地理标志产品。